# Wijdschip
Een wijdschip is een type oude Nederlandse koopvaardij- en binnenvaartzeilschepen die breder waren dan 16 voet 16 duim, oftewel 4,68 meter. Dat was de maximale doorvaarbreedte (met afgenomen zwaarden) van de Donkere Sluis in Gouda, waardoor smalschepen de stad Gouda konden binnenvaren. Wijdschepen konden dat niet en deze schepen moesten dus omvaren via de Mallegatsluis.

## Doel
Wijdschepen waren grotere vrachtschepen die werden gebruikt om over de grotere binnenwateren, zoals de Zuiderzee, te varen. Om goederen in de steden af te leveren werd overgeslagen op smalschepen.

## Afmetingen
Wijd- en smalschepen waren volgens een vergelijkbare schaal gebouwd. Waar een wijdschip bij een lengte van 70 voet circa 20 voet breed was, was een smalschip circa 16 voet breed bij een lengte van 60 voet.